# Richard Toll
Richard Toll ist die größte Stadt im Département Dagana in der Region Saint-Louis, gelegen im Norden des Senegal an der Grenze zu Mauretanien.

## Geographische Lage
Richard Toll liegt im Norden der Region Saint-Louis, 100 Kilometer von der Regionalpräfektur Saint-Louis und 20 Kilometer von der Départementspräfektur Dagana entfernt. Die Stadt liegt am linken südlichen Ufer des in westliche Richtung mäandrierenden Senegal-Stroms, in dessen Mitte die Grenze zu Mauretanien verläuft. Vor dem Bau des Diama-Damms machte sich bis über Richard Toll hinaus der Einfluss der Gezeiten durch regelmäßiges Steigen und Fallen des Pegelstands im Strom bemerkbar.
Im Stadtgebiet endet der 16 Kilometer lange Kanal vom Lac de Guiers zum Senegal. Am Fluss entlang und zwischen diesem und dem Lac de Guiers liegen westlich und östlich der Stadt ausgedehnte Flächen, die mittels künstlicher Bewässerung intensiv für die Landwirtschaft genutzt werden.

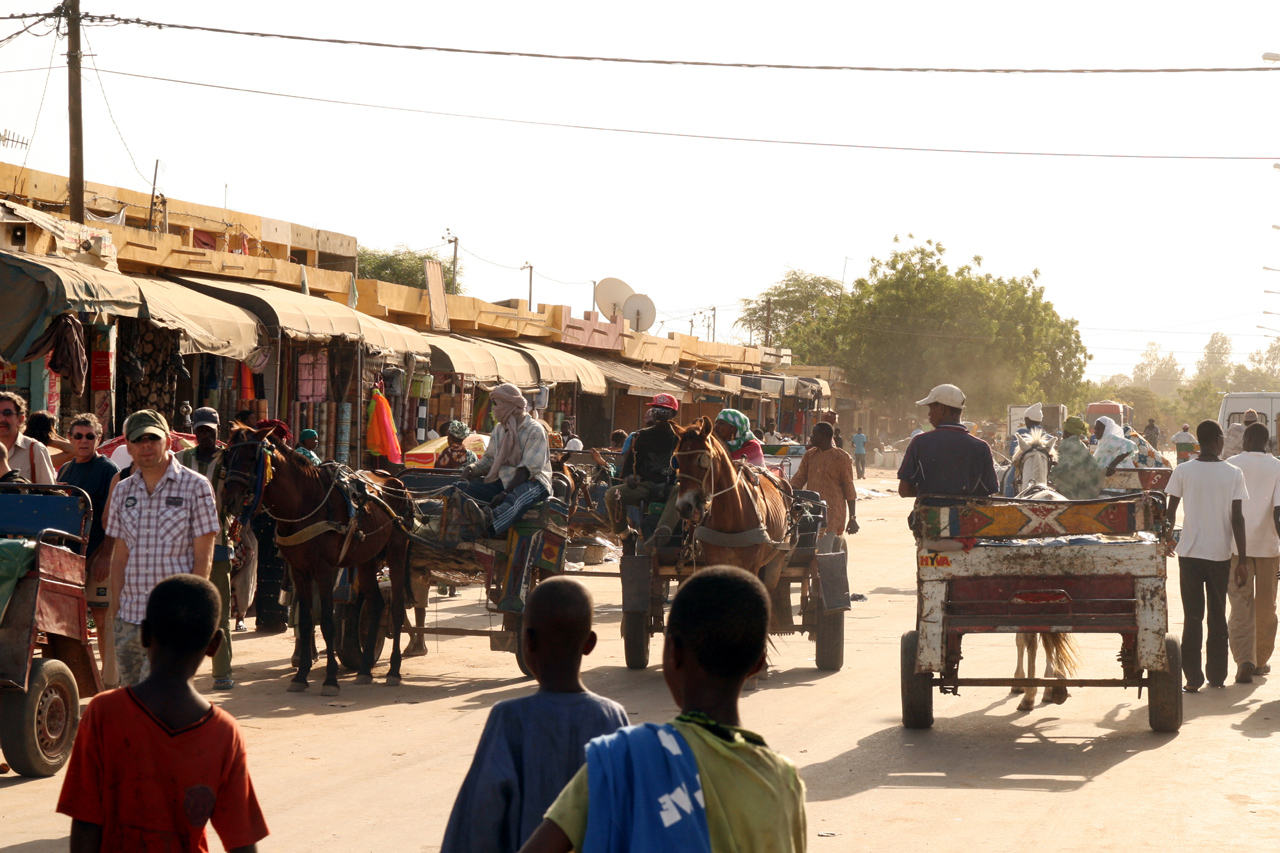
Straßenszene in Richard Toll

## Bevölkerung
Die letzten Volkszählungen ergaben für die Stadt jeweils folgende Einwohnerzahlen:
| Jahr | Einwohner |
| ---- | --------- |
| 1976 | 4.893     |
| 1988 | 29.611    |
| 2002 | 42.621    |
| 2013 | 57.878    |

## Verkehr

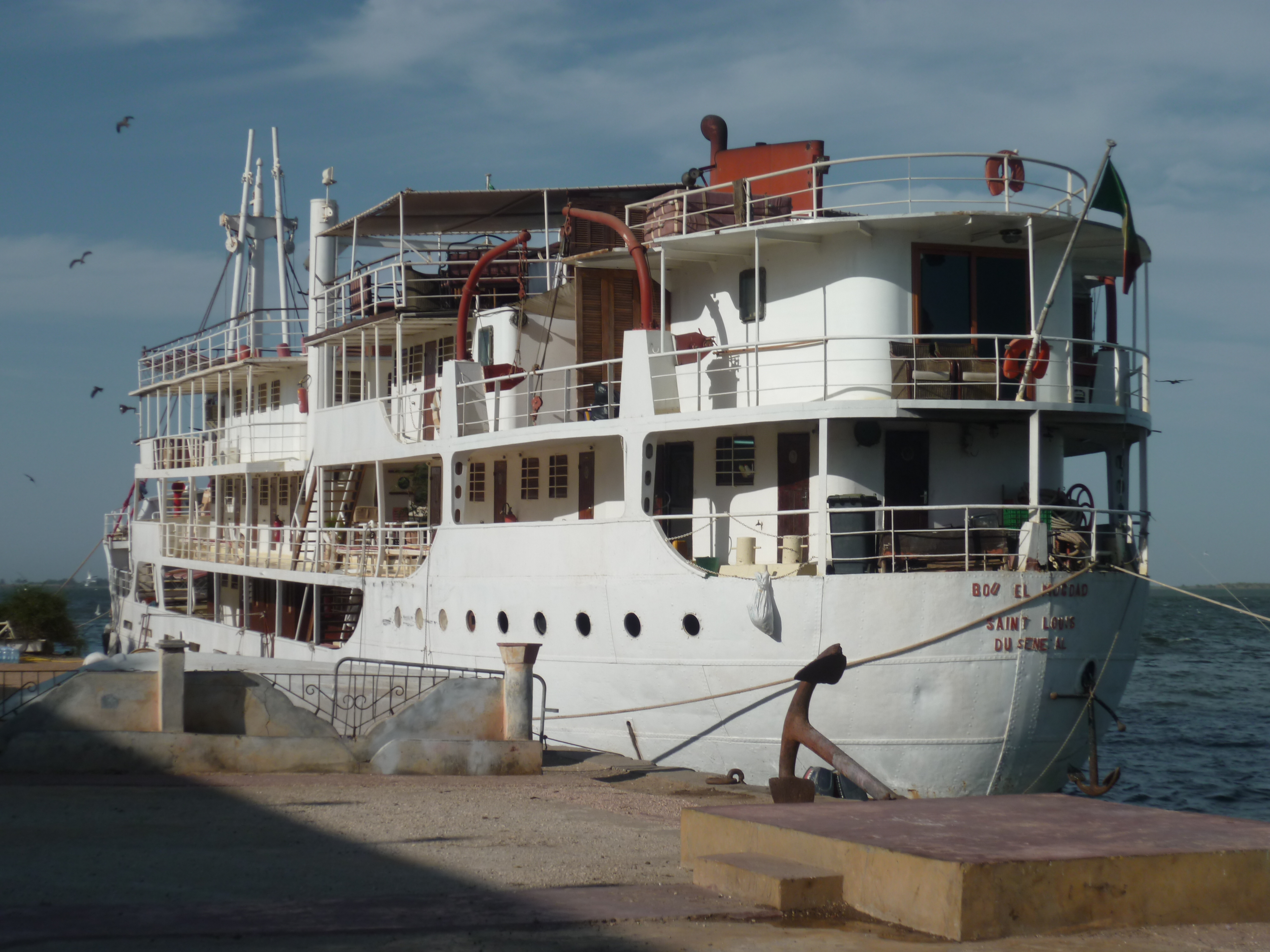
Fahrgastschiff Bou El Mogdad

Die Nationalstraße N 2 verbindet Richard Toll mit allen Städten der Flussregionen von Saint-Louis im Westen bis Kidira im Osten des Landes.
Über den südöstlich der Stadt gelegenen Flugplatz Richard Toll ist diese auch an das nationale Luftverkehrsnetz angeschlossen.
Von Oktober bis Mai verkehrt das Flusskreuzfahrtschiff Bou el Mogdad vierzehntäglich auf dem Senegal zwischen Saint-Louis und Podor und macht auch in Richard Toll Station.

## Wirtschaft
Haupterwerbszweig der Bevölkerung ist die Landwirtschaft, insbesondere der Anbau von Zuckerrohr, sowie dessen Verarbeitung in der örtlichen Zuckerfabrik. Über 8200 Hektar Zuckerrohrfelder sind im Besitz der Compagnie Sucrière Sénégalaise (CSS), die etwa 7000 Arbeiter beschäftigt. Die CSS ist ein Unternehmen der international tätigen Groupe Mimran unter ihrem dem Land Senegal langjährig verbundenen Präsidenten Jean-Claude Mimran.

## Städtepartnerschaften
- Cuneo, Italien